# Саркисян, Сос Арташесович
Сос Арташесович (Артемьевич) Саркисян (арм. Սոս Սարգսյան; 24 октября 1929, Степанаван — 26 сентября 2013, Ереван) — советский, армянский актёр театра и кино, мастер художественного слова (чтец), педагог, общественный деятель. Народный артист СССР (1985).

## Биография

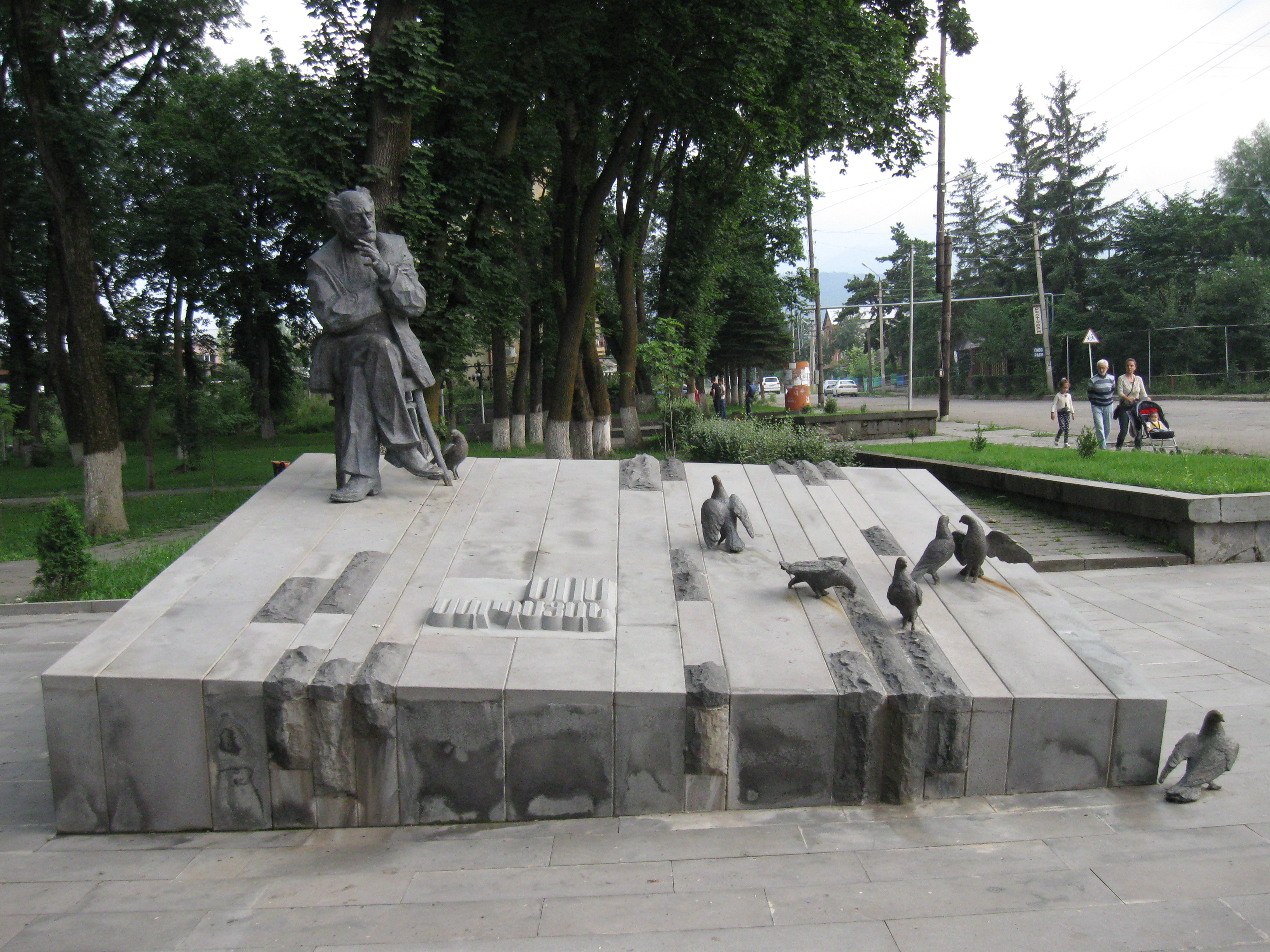
Памятник Сосу Саркисяну в городе Степанаван

Сос Саркисян родился 24 октября 1929 года в Степанаване (Армения).
В 1948 году переехал в Ереван и стал актёром Ереванского театра юного зрителя.
В 1954 году окончил актёрский факультет Ереванского художественно-театрального института (ныне Ереванский государственный институт театра и кино). В годы учёбы в рамках учебной программы сыграл в постановках «Медведь», «Лес», «Банный узелок».
С 1954 по 1990 год — актёр Армянского театра им. Г. М. Сундукяна (Ереван).
Занимался режиссурой. Выступал с декламациями.
Гастролировал в Ливане, Сирии, США.
В кино с 1959 года (первая роль — Арташес в фильме «Парни музкоманды»).
В 1991 году создал и возглавил Ереванский драматический театр «Амазгаин».
С 1992 года преподавал в Ереванском художественно-театральном институте (1997—2005 — ректор, с 2006 — председатель совета правления института).
Член Союза кинематографистов Армянской ССР.
Народный депутат СССР от Ереванского — Советского территориального избирательного округа Армянской ССР (1989—1991).
В 1991 году — кандидат в Президенты Армении. Член Армянской революционной федерации (партии) «Дашнакцутюн».
С 2008 года состоял в Общественном совете Армении.
В 2012 году — глава жюри Армянской национальной кинопремии.
Скончался 26 сентября 2013 года в Ереване. Похоронен в Пантеоне им. Комитаса.

## Творчество

### Роли в театре

#### Ереванский театр юного зрителя
- 1949 — «Волшебный кувшин» — Бахир
- 1949 — «Хижина дяди Тома» по Г. Бичер-Стоу — Джордж

#### Ереванский театр им. Г. М. Сундукяна
- 1958 — «Последние гвоздики» Г. Тер-Григоряна — Арташес
- 1964 — «Ромео и Джульетта» У. Шекспира — Тибальт
- 1965 — «Салемские ведьмы» по А. Миллеру — Джон Проктор
- 1966 — «Пэпо» Г. Сундукяна — Зимзимов
- 1968 — «Дон Кихот» М. Булгакова— Дон Кихот
- 1969 — «Отелло» У. Шекспира — Яго
- 1971 — «Виноградный сад» У. Сарояна — Григор Торгомян
- 1977 — «Перекрёсток» Ж. Арутюняна — Вардан Адамян
- 1980 — «Ацаван» Н. Зарьяна— Мацак Авагян
- 1981 — «Король Джон» У. Шекспира — Король Джон
- 1991 — «Мэр района Санита» Э. Де Филиппо — мэр
- 1997 — «Король Лир» У. Шекспира — Король Лир

### Постановки
- 1991 — «Мэр района Санита» Э. Де Филиппо
- 1997 — «Король Лир» У. Шекспира

### Фильмография
- 1959 — Парни музкоманды — Арташес
- 1961 — Перед рассветом — Егор
- 1961 — Дорога — Даян
- 1962 — Хозяин и слуга (короткометражный) — Манас
- 1964 — Попранный обет (киноальманах «Мсье Жак и другие») — архимандрит
- 1967 — Треугольник — Варпет Мкртич
- 1968 — Жил человек — Мурад
- 1969 — Весна, выпал снег (короткометражный) — Комитас
- 1969 — Мы и наши горы — лейтенант милиции
- 1970 — Ленин и Али (короткометражный) — главная роль
- 1970 — Родник Эгнар — мастер Варпет Мкртич
- 1971 — Хатабала — Замбахов
- 1972 — Солярис — доктор Гибарян
- 1973 — Терпкий виноград — Вардан
- 1973 — Утёс — Айрапет
- 1973 — Хаос — Смбат Алимян
- 1974 — Твёрдая порода — Севоян
- 1974 — Ущелье покинутых сказок — эпизод
- 1975 — В горах моё сердце — Бен Александр
- 1975 — Этот зелёный, красный мир
- 1975 — Обретёшь в бою — Апресян
- 1976 — И тогда ты вернёшься… — Бабаян
- 1976 — Рождение — Мурза
- 1977 — Наапет — Наапет
- 1977 — Собственное мнение — мастер Ашот Гаспарян
- 1978 — Звезда надежды — Мовсес
- 1978 — Ещё пять дней — эпизод
- 1978 — Август — эпизод
- 1978 — Комиссия по расследованию — Саркис Мадоян
- 1979 — Голубой лев — ювелир
- 1979 — Добрая половина жизни
- 1979 — Умри на коне — отец Гая
- 1980 — Дзори Миро — Дзори Миро
- 1980 — Там, за семью горами — Овсеп
- 1982 — Гикор — Амбо
- 1983 — Клятвенная запись — Мовсес
- 1984 — Без семьи — бродячий артист Виталис
- 1984 — Белые грёзы — Акоп
- 1984 — Король Джон — Король Джон
- 1986 — Под знаком однорогой коровы — Тоби
- 1986 — Яблоневый сад — Мартын
- 1986 — Михайло Ломоносов — Феофан Прокопович
- 1987 — Аптека на перекрёстке — Адамян
- 1987 — Квартет — Петрос
- 1987 — На дне (фильм-спектакль) — Сатин
- 1988 — Матенадаран (документальный)
- 1988 — Семья преступника (фильм-спектакль)
- 1988 — Вознесение — Галуст
- 1989 — И повторится всё… — Саак Хоренович
- 1992 — Где ты был, человек Божий? — врач Степан Есаян (во взрослом возрасте)
- 1997 — Невестка из Джермука
- 1999 — Силуэт — эпизод
- 2000 — Весёлый автобус — священник
- 2001 — Да будет свет (документальный)
- 2006 — Маяк — дедушка
- 2006 — Блюз опадающих листьев — нотариус Армен Саакович
- 2012 — Это я — дед

## Звания и награды
- Заслуженный артист Армянской ССР (1972)
- Народный артист Армянской ССР (1972)
- Народный артист СССР (1985)
- Государственная премия Армянской ССР (1975) — роль Мкртича в фильме «Треугольник»
- Государственная премия Армянской ССР (1979) — за театральную работу
- Государственная премия Армянской ССР (1988) — за участие в ТВ-фильме «Матенадаран»
- Государственная премия Республики Армения (1996)
- Орден Святого Месропа Маштоца (Армения, 2001)
- Орден «Знак Почёта» (1981)
- Орден Святого Саака и Святого Месропа (ААЦ, 2001)
- Орден «Григор Лусаворич» (НКР)[5]
- Медаль Мхитара Гоша (НКР, 2001)
- Медаль «Гарегин Нжде»
- Лауреат Всесоюзного кинофестиваля в номинации «Премии за лучшие актёрские работы» (1986, фильм «Яблоневый сад»)
- Почётный гражданин Еревана (2000).
- Специальный приз «За вклад в национальный кинематограф» (2012, кинопремия «Айак»)[6].

## Память

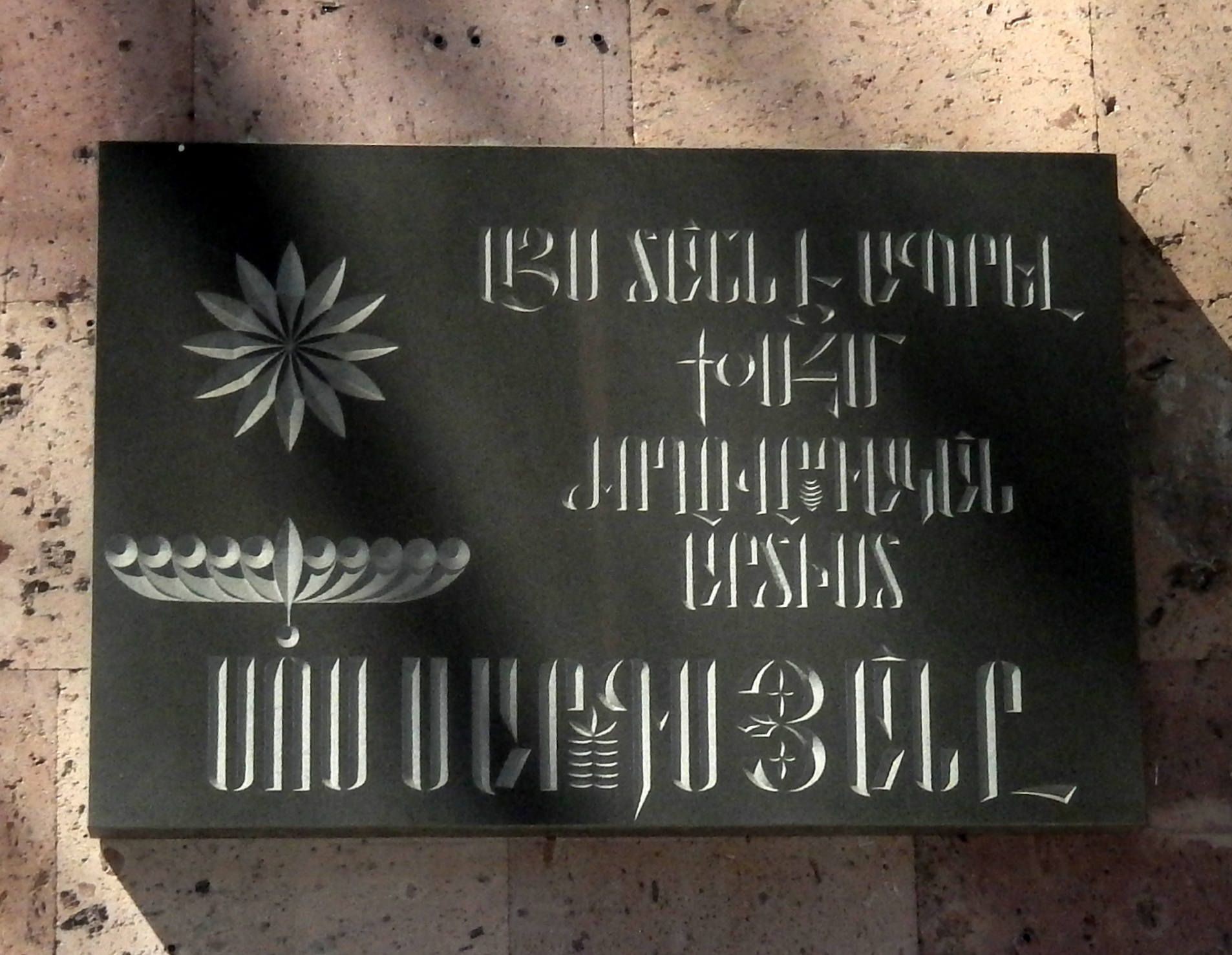
Мемориальная доска в Ереване

24 октября 2015 года, в день рождения С. А. Саркисяна, основателя государственного театра «Амазгаин», на фасаде дома по адресу ул. Теряна 65, в котором жил артист, установлена мемориальная доска.
В 2019 году Почта Арцаха выпустила почтовую марку, приуроченную к 90-летию со дня рождения С. А. Саркисяна.